# Ola Borten Moe
Ola Borten Moe (* 6. června 1976 Trondheim) je norský politik Senterpartiet (Sp).

## Životopis
Borten Moe, vnuk bývalého premiéra Pera Bortena, studoval a věnoval se zemědělství.
Jeho politická kariéra začala na kandidátce Senterpartiet 1995, kdy byl zvolen do městské rady města Trondheim. Poté byl činný v norském parlamentu a stal se zástupcem okresu Sør-Trøndelag.
4. března 2011 byl jmenován ministrem energetiky ve vládě Jense Stoltenberga.